# فيرجينيا غوميز
فيرجينيا غوميز (بالإسبانية: Virginia Gómez) هي لاعبة كرة قدم أرجنتينية، ولدت في 26 فبراير 1991 في روساريو في الأرجنتين. لعبت مع روزاريو سنترال.

## وصلات خارجية
- فيرجينيا غوميز على موقع الاتحاد الدولي (مؤرشف)  (الإنجليزية)
- فيرجينيا غوميز على موقع قاعدة بيانات كرة القدم.إي يو (الإنجليزية)
- فيرجينيا غوميز على موقع Soccerway.com (الإنجليزية)
- فيرجينيا غوميز على موقع عالم كرة القدم.نت (الإنجليزية)
- فيرجينيا غوميز على موقع اللجنة الأولمبية الأرجنتينية (الإسبانية)